# Klaus Glahn
Klaus Glahn (Hannover, 23 marzo 1942) è un ex judoka tedesco. Vinse due medaglie ai Giochi olimpici: un bronzo a Tokyo 1964 nella categoria open e un argento a Monaco 1972 nella categoria +93 kg. Nel corso della sua carriera, ha conquistato tre medaglie d'argento mondiali, due bronzi mondiali e numerose medaglie europee, tra cui tre oricontinentali.
Dal 1985 al 1988 è stato presidente della federazione di judo tedesca. Ha ricoperto anche il ruolo di manager per Volkswagen. Inoltre, è stato attivo anche in politica.